# Jarle Pedersen
Jarle Pedersen (Kåfjord (Alta), 15 juni 1955) is een Noors voormalig schaatser en schaats- en bondscoach uit Alta. Tussen 2009 en 2014 stond hij samen met de assistent-coaches Johann Olav Koss en Sondre Skarli aan het roer bij de Noorse schaatsbond. Hij volgde Peter Mueller op die een eigen internationale schaatsploeg, Team CBA, oprichtte. Hij coachte naast zijn zoon Sverre Lunde Pedersen onder meer Håvard en Hege Bøkko.
Pedersen was tijdens zijn eigen schaatscarrière vooral goed op de kortste afstand. Hij eindigde tijdens de Olympische Winterspelen van 1980 in Lake Placid op de 500 meter als zesde. Ook deed hij twee keer mee aan de WK sprint, in 1979 werd hij 16e en in 1981 werd hij 25e.